# Lycopodiales
De Lycopodiales is een orde in de klasse Lycopsida, naast de orden van de Isoetales en de Selaginellales. De familie Lycopodiaceae wordt geplaatst in de orde Lycopodiales.
De verwante orde Isoetales omvat de familie van de Isoetaceae. Het geslacht Selaginella is ingedeeld in de orde Selaginellales.
| - Tracheophyta (vaatplanten) - Lycopodiopsida (lycophytes, lycofyten) - Lycopodiales - - Isoetales - Selaginellales - Euphyllophyta (euphyllophytes) - Spermatophyta (zaadplanten) - Polypodiopsida (Pteridophyta, pteridofyten, Monilophyta, varens) - Equisetidae (paardestaarten) - Equisetales - - Ophioglossidae - Psilotales - Ophioglossales - - Marattiidae - Marattiales - Polypodiidae (leptosporangiate varens) |